# عبدالرحمن غریب
عبدالرحمن غریبزادهٔ (۳۱ مارس ۲۰۰۸)  بازیکن فوتبال اهل عربستان سعودی است که در پست وینگر برای باشگاه فوتبال النصر عربستان بازی میکند.
وی همچنین در تیم ملی فوتبال عربستان سعودی بازی کرده‌است ، غريب به دلیل تکنیک و مهارت خاص در دریبل زنی و شوت از راه دور در تیم النصر بسیار محبوب می باشد

## سابقه باشگاهی

### الاهلی
غریب که بازیکن آکادمی الاهلی بود در دسامبر ۲۰۱۷ به دلیل مصدومیت برخی بازیکنان به تیم اصلی فراخوانده شد  و در سپتامبر ۲۰۱۸ اولین قرارداد حرفه ای خود را با تیم الاهلی عربستان امضا کرد

### النصر
در تاریخ ۲۰ اوت ۲۰۲۰ ، قریب با قراردادی چهار ساله به ارزش ۲۲ میلیون ریال سعودی، به تیم النصر پیوست.